# Eddie Newton
Eddie Newton, né le 13 décembre 1971 à Hammersmith, est un footballeur anglais. Il effectue la plus grande partie de sa carrière avec les Londoniens de Chelsea.

## Biographie
Avec Chelsea, il participe à la finale de la Coupe d'Angleterre 1994 mais est battu par Manchester United (4-0). Trois ans plus tard, il devient décisif en marquant le deuxième but des Blues lors de la finale contre Middlesbrough ; il remporte ainsi la Coupe d'Angleterre 1997. Il remporte également avec Chelsea la Coupe de la Ligue 1998 et la Coupe des Coupes 1998.
Après avoir fini sa carrière de joueur, il devient adjoint de Roberto Di Matteo dans différents clubs : Milton Keynes Dons, West Bromwich Albion puis Chelsea en 2012. De retour dans le club, il fait partie dans l'encadrement technique lors de la victoire de Chelsea en Ligue des Champions et en Coupe d'Angleterre. Il vient de signer le contrat pour être coach du TRABZONSPOR 2020/2023. Il a gagné la coupe du TURQUE 2019/2020 ziraat Türkiye kupası. Actuellement, il est directeur technique.

## Statistiques
| Saison    | Club                | Championnat         | Championnat | Championnat | Coupe(s) nationale(s) | Coupe(s) nationale(s) | Compétition(s) continentale(s) | Compétition(s) continentale(s) | Compétition(s) continentale(s) | Total | Total |
| Saison    | Club                | Division            | M.          | B.          | M.                    | B.                    | Comp.                          | M.                             | B.                             | M.    | B.    |
| 1990-1991 | Chelsea             | First Division      | -           | -           | -                     | -                     | -                              | -                              | -                              | 0     | 0     |
| 1991-1992 | Chelsea             | First Division      | 1           | 1           | -                     | -                     | -                              | -                              | -                              | 1     | 1     |
| 1991-1992 | Cardiff City (prêt) | Fourth Division     | -           | -           | -                     | -                     | -                              | -                              | -                              | 0     | 0     |
| 1992-1993 | Chelsea             | Premier League      | 10          | 3           | -                     | -                     | -                              | -                              | -                              | 10    | 3     |
| 1993-1994 | Chelsea             | Premier League      | 36          | -           | 2                     | -                     | -                              | -                              | -                              | 38    | 0     |
| 1994-1995 | Chelsea             | Premier League      | 30          | 1           | 5                     | -                     | C2                             | 5                              | -                              | 40    | 1     |
| 1995-1996 | Chelsea             | Premier League      | 23          | 1           | 4                     | -                     | -                              | -                              | -                              | 27    | 1     |
| 1996-1997 | Chelsea             | Premier League      | 15          | -           | 6                     | 1                     | -                              | -                              | -                              | 21    | 1     |
| 1997-1998 | Chelsea             | Premier League      | 18          | -           | 4                     | -                     | C2                             | 7                              | -                              | 29    | 0     |
| 1998-1999 | Chelsea             | Premier League      | 7           | -           | 1                     | -                     | C2                             | 1                              | -                              | 9     | 0     |
| 1999-2000 | Birmingham City     | First Division      | -           | -           | 1                     | -                     | -                              | -                              | -                              | 1     | 0     |
| 1999-2000 | Oxford United       | Second Division     | -           | -           | 1                     | -                     | -                              | -                              | -                              | 1     | 0     |
| 2000-2001 | Barnet              | Third Division      | -           | -           | -                     | -                     | -                              | -                              | -                              | 0     | 0     |
| 2000-2001 | Hayes               | Football Conference | -           | -           | -                     | -                     | -                              | -                              | -                              | 0     | 0     |

## Palmarès
- Finaliste de la Coupe d'Angleterre en 1994 avec Chelsea
- Vainqueur de la Coupe d'Angleterre en 1997 avec Chelsea
- Vainqueur de la Coupe de la Ligue en 1998 avec Chelsea
- Vainqueur de la Coupe des Coupes en 1998 avec Chelsea